# Prêmio PIPA
O Prêmio PIPA é uma iniciativa do Instituto PIPA que, entre 2010 e 2018, contou com a parceria com o Museu de Arte Moderna do Rio de Janeiro (MAM-Rio). Em 2019, a exposição do Prêmio PIPA aconteceu na Villa Aymoré, no Rio de Janeiro, RJ. Em 2020, não houve exposição do Prêmio por conta do cenário de pandemia que assolou o Brasil, os vencedores desse ano foram convidados a participar da exposição de 2021, essa que aconteceu no Paço Imperial.
Criado em 2010 e realizado anualmente, o Prêmio PIPA é considerado uma das principais premiações de arte contemporânea do país.[1][2] Seu objetivo é divulgar e estimular a produção de arte contemporânea no Brasil e consagrar artistas brasileiros cuja trajetória seja recente, mas cuja produção já seja reconhecida pela crítica e pelo mercado de arte brasileiros, mapeando talentos promissores nas cinco regiões brasileiras, descentralizando o circuito Rio de Janeiro-São Paulo.[3] Embora apoie novos artistas brasileiros (em termos de carreira), a missão do Prêmio não é descobrir novos talentos totalmente desconhecidos.[4]

## Funcionamento
Não há inscrições para concorrer ao Prêmio. Os artistas são indicados por um Comitê de Indicação, composto por 20 a 40 especialistas em arte contemporânea. Cada um deles lista até três artistas ou coletivos de arte que trabalham com qualquer mídia, sem restrição de idade, com qualificação para participar do Prêmio PIPA (nas edições de 2010 a 2012 cada membro podia indicar até 5 artistas).
Todos os artistas selecionados pelo Comitê de Indicação participam de um catálogo impresso e ganham uma página no site do Prêmio (em sua versões em inglês e português), com uma seleção de seus trabalhos. Destes, quatro finalistas são selecionados para participar de uma exposição. De 2010 a 2018, a exposição acontecia no MAM-Rio e cada finalista recebia uma doação de R$12.000,00, que servia como verba para a participação, produção e envio das obras ao MAM/RJ.[6] Em 2019, a exposição dos finalistas aconteceu na Villa Aymoré/RJ.

## Estrutura

#### Conselho
O Conselho é o órgão superior de gestão do PIPA composto por representantes do Instituto PIPA e convidados.
Cabe ao Conselho a indicação dos profissionais que irão compor o Comitê de Indicação e o Júri de Premiação, além de selecionar quatro finalistas entre os artistas indicados. Essa seleção é feita baseada no número de indicações do artista na edição vigente e em outras, além de uma análise da biografia e da obra de cada artista.

#### Comitê de Indicação
O Comitê de Indicação é composto por 20 a 40 profissionais que trabalham com arte contemporânea, convidados pelo Conselho do PIPA. Inclui artistas consagrados, críticos da arte, colecionadores, galeristas e curadores, entre brasileiros de várias regiões do país e estrangeiros. 
A composição do Comitê muda a cada ano.

#### Júri de Premiação
Cinco a sete membros, convidados pelo Conselho do Prêmio PIPA, que terão como função selecionar o vencedor dentre os quatro finalistas. A decisão do Júri se baseia no portfólio, na carreia, nas obras apresentadas na exposição dos Finalistas, e na importância do prêmio a ser recebido para a trajetória de cada artista.